# Serge Perin
Pour les articles homonymes, voir Perin.
Serge Périn (né le 14 mars 1953 à Nérac) est un coureur cycliste français.

## Biographie
Professionnel de 1978 à 1980, il a été membre de l'équipe de France amateur et sélectionné pour les championnats du monde à San Cristobal (Venezuela).
Il fut employé à la ville d'Auch, entraîneur de plusieurs comité et clubs (équipe espoir comité Midi-Pyrénées, du Gers, de Auch (UVAGG), Eauze, Colomiers ...), passa ses diplômes de moniteur, éducateur et entraîneur FFC et se passionne pour faire passer son expérience aux jeunes coureurs cycliste de l'UV Auch Gers Gascogne. 
Il a notamment dirigé plusieurs professionnels à l'UV Auch Gers Gascogne dont : Didier Rous, Nicolas (directeur sportif de l'équipe SKY) et Sébastien Portal, Émilien-Benoît Bergès, Romain Mathéou et Pascal Andorra. 
Plus de 25 ans de bénévolat lui ont valu de multiples distinctions : La médaille de bronze Jeunesse et Sports, Gascon des sports, D'Artagnan de bronze, diplôme d'honneur (argent) régional, départemental et de club. En 1990 l'UVAGG/Lectoure est diplômé meilleur club de Midi-Pyrénées de la treizième coupe de France Mavic. 
Il est cousin de Michel Périn, cycliste professionnel de 1968 à 1977.

## Palmarès

### Amateur
- Amateur
  - 1975-1977 : 58 victoires
- 1972
  - Bordeaux-Arcachon
- 1976
  - Tour de la Haute-Garonne
  - 2e du Grand Prix de l'Équipe et du CV 19e
- 1977
  - Grand Prix Pierre-Pinel
  - Critérium de La Machine
  - 2e du championnat de France des comités
  - 3e des Boucles du Tarn
- 1981
  - Boucles du Tarn

### Professionnel
- 1978
  - Boucles des Flandres
- 1979
  - Grand Prix d'Isbergues
  - 3e de la Promotion Pernod
  - 7e de Bordeaux-Paris